# Сабанеев Мост (улица)
Сабане́ев Мост (в прошлом — Менделе́ева, Прису́тственная) — улица в историческом центре Одессы, начинающаяся от Екатерининской площади и заканчивающаяся на пересечении с улицей Гоголя. Пересекает улицу Военный  спуск, над которой сооружён Сабанеев мост, являющийся частью самой улицы.

## История
Район улицы начал застраиваться сравнительно поздно. На плане 1826 года архитектора Г. И. Торичелли на месте нынешней улицы не было ни одного строения. В 1828—1836 годах был сооружен каменный мост через Военную балку, получивший название «Сабанеев мост» в честь участника наполеоновских войн генерала от инфантерии И. В. Сабанеева. Возникшая улица называлась Присутственной, поскольку вела к расположенным на Приморском бульваре (дом № 7) присутственным местам. В XIX веке нумерация домов проставлялась как приложение к нумерации Екатерининской площади.
В советское время Присутственная улица была переименована в честь Менделеева. Современное название получила в 1995 году.

## Достопримечательности
По улице числятся всего лишь шесть строений, все из которых являются памятниками истории и архитектуры. Одним из первых строений на улице стал начатый постройкой в 1830 году (по проекту того же Торичелли) дом № 6 для сына О. И. Хорвата. Впоследствии дом был приобретён графом М. Д. Толстым для своего сына, а с 1934 года является частью одесского Дома учёных. Во флигеле дома останавливался в 1848 году возвращавшийся через Одессу из Константинополя Гоголь.
В доме № 3 проживал исполняющий должность одесского градоначальника Дмитрий Борисович Нейдгардт.
В 1933 году в д. 1 советским скрипачом-педагогом Петром Соломоновичем Столярским была открыта первая в СССР специализированная музыкальная школа для одарённых детей.